# Kazerne (Tienen)
De Kazerne van Tienen is een voormalige kazerne in de Vlaams-Brabantse stad Tienen, gelegen aan het Sint-Jorisplein.

## Geschiedenis
In de 13e eeuw verrees op deze plaats een klooster van de Minderbroeders. In 1635 werd de stad ingenomen door de Hollandse legers en werd het klooster zwaar beschadigd, doch het werd hersteld. In 1793 ontplofte in de nabijheid een Frans buskruitmagazijn. Hoewel men met het herstel begon werd het klooster in 1796 door de Fransen opgeheven.
De gebouwen werden openbaar verkocht en in 1804 werden de gebouwen opnieuw verkocht aan de gemeente die er enkele diensten in huisvestte.
Omdat tijdens de Belgische onafhankelijkheidsstrijd veel troepen werden ingekwartierd wilde men daartoe een kazerne bouwen. In 1838 werden de voormalige kloostergebouwen in gebruik genomen als artilleriekazerne.
Na de Tweede Wereldoorlog boette de kazerne aan belang in en in 1962 werd hij door de militairen verlaten. De gebouwen kregen een onderwijsbestemming. In 1992 en 2002 werden de gebouwen aan de Minderbroederstraat gesloopt en vervangen door appartementen.
Tot de directe omgeving behoorde ook het gildelokaal van de kruisboogschutters Sint-Joris. Ook dit werd door de Fransen onteigend en in 1798 openbaar verkocht. In 1837 werd het lokaal aangekocht door de gemeente en, naar ontwerp van Alphonse Balat, omgebouwd tot theaterzaal. Deze werd in 1900 getroffen door brand en in 1902 heropend. In 1976 werd een nieuwe theaterzaal in gebruik genomen en staat het theater bekend als cultureel centrum De Kruisboog.